# رد ۲ (فیلم ۲۰۱۳)
رِد ۲ (به انگلیسی: Red 2) یک فیلم اکشن، کمدی آمریکایی است که در سال ۲۰۱۳ اکران شد و ادامه فیلم رد اکران ۲۰۱۰ است. این فیلم از روی کتاب کمیکی با همین نام ساخته شد. بروس ویلیس و آنتونی هاپکینز از بازیگران این فیلم هستند.

## خلاصه داستان

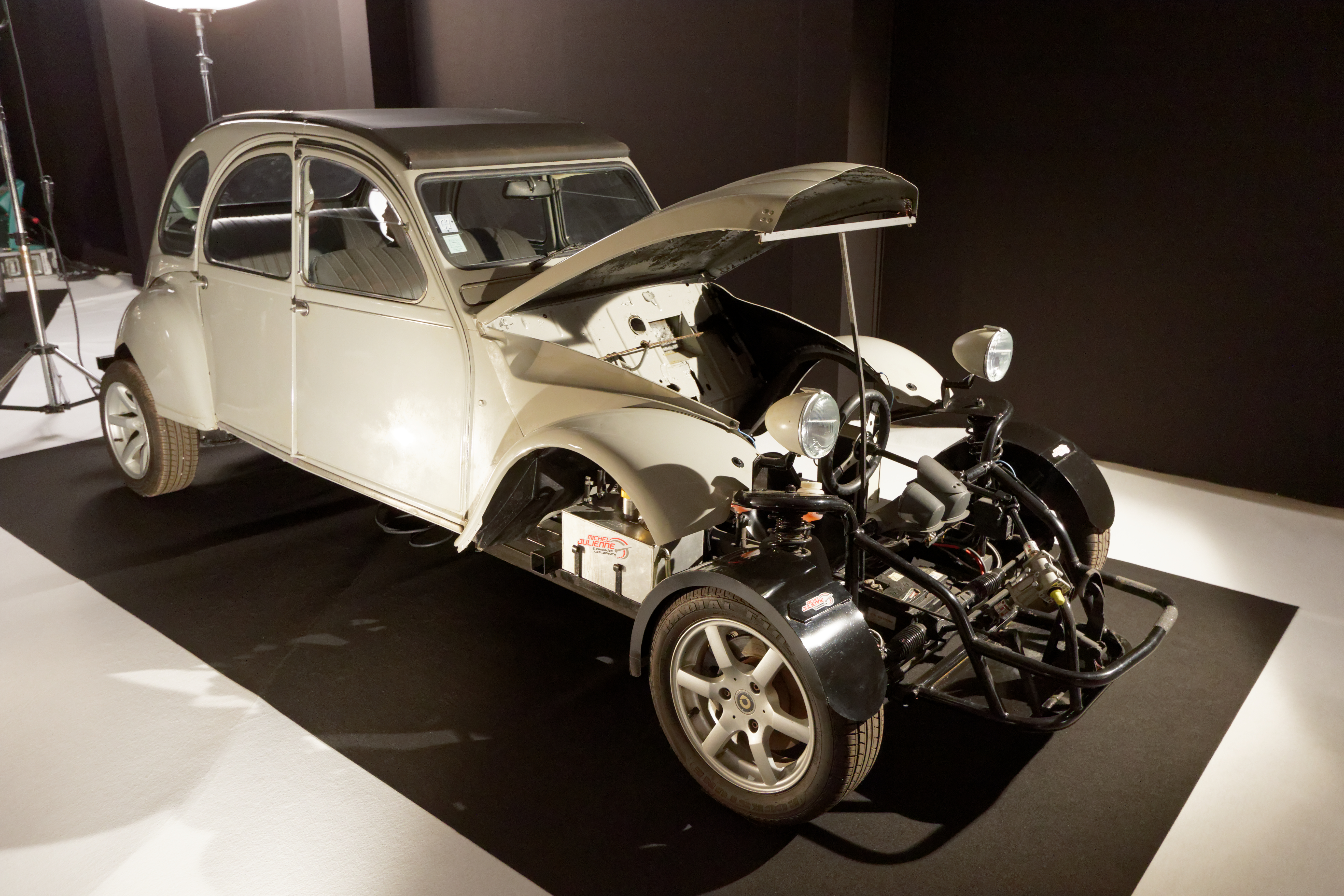
یک فروند Citroën 2CV Go-Mobile سال 2013 که در نمایشگاه اتومبیل جهانی پاریس 2016 به نمایش گذاشته شده است. این خودرو در فیلم RED 2 نیز مورد استفاده قرار گرفته است.

فرانک موزس (بروس ویلیس) با دوست دخترش قصد دارد زندگی آرام پس از بازنشستگی را بگذراند اما دوست دیرباز او ماروین باگز(جان مالکوویچ) باو می‌گوید که کسانی به دنبال او هستند. ماجرا بر سر بمبی هسته‌ای است که سالها پیش توسط سازمان اطلاعات مرکزی امریکا در روسیه کار گذاشته شده و اکنون و پس از نبود جنگ سرد، باید از بین برود. در سفر به روسیه و پس از پیدا کردن بمب، راهی خانه می‌شوند اما در میانه راه و در لندن بمب و طراح آن دکتر ادوارد بیلی(آنتونی هاپکینز) سر از سفارت ایران درآورده و پس از فروختن بمب به دولت ایران به آن‌ها خیانت کرده، آن را فعال می‌نماید. در این مسیر دو دوست سر رسیده و پس از درگیری و کشتن تمام کارکنان سفارت ایران، به دنبال خنثی کردن بمب هستند اما…